# Kurt Peter Larsen
Kurt Peter Larsen (* 27. Mai 1953 in Dänemark) ist ein dänischer Autor. Er schreibt auf Dänisch, Schwedisch, Englisch und Deutsch. Larsen ist die dänische Hälfte des Verfasserduos Oravsky/Larsen.
Larsen und Vladimir Oravsky haben 2006 mit ihrem Stück „AAAHR!!!“ das weltumfassende Preisausschreiben gewonnen, veranstaltet von The International Playwrights’ Forum, The International Theatre Institute (ITI) und The International Association of Theatre for Children and Young People (ASSITEJ).

## Ausgewählte Werke
- 1989 – Herman och Tusse (Herman und Tofsy), Co-Autor  V. Oravsky. ISBN 91-970636-4-9.
- 1989 – Herman och stjärnorna (Herman und die Sterne), Co-Autor  V. Oravsky. ISBN 91-970636-6-5.
- 1989 – Harry – en bussig buss (Harry, a Kind Bus), Co-Autor  V. Oravsky. ISBN 91-7868-171-5.
- 2006 – Van Astrid tot Lindgren (Von Astrid nach Lindgren), Co-Autor  V. Oravsky ISBN 90-78124-01-6.
- 2006 – Flykten under jorden jämte flera gruvsamma och nöjsamma tragedier och komedier (The Underground Escape and Other Underhanded and Undermining Tragedies and Comedies), Co-Autor  V. Oravsky und Daniel Malmén. ISBN 91-89447-66-2.
- 2006 – ÄÄÄHR!!! (Aaahr!!!), Co-Autor  V. Oravsky. ISBN 978-91-89447-95-0.
- 2007 – Axel och Toine (Axel and Toine), Co-Autor  V. Oravsky et al. ISBN 91-976026-3-9.
- 2007 – Från Astrid till Lindgren (From Astrid to Lindgren), Co-Autor  V. Oravsky & Anonymous. ISBN 978-91-7327-003-8.

## Übersetzungen
- 1993 – Sneglefart – og andre (Snailspeed und andere), von V. Oravsky. ISBN 87-87734-37-0.

## Dramen
- 1997 – Faust för tiden (Faust für die Ewigkeit), (dänisch, schwedisch), Co-Autor V. Oravsky.
- 2002 – Astri mi! The Musical,  (englisch), Co-Autor V Oravsky.
- 2005 – Spartacus uppäten (Spartacus devoured), (dänisch, schwedisch), Co-Autor V. Oravsky.
- 2006 – Antoinette, (englisch, dänisch, schwedisch), Co-Autor V. Oravsky.
- 2006 – AAAHR!!! (englisch, dänisch, schwedisch), Co-Autor V. Oravsky.
- 2007 – En svensk tiger, Tiger Woods! (A Swede Is Silent, Tiger Woods), (dänisch, schwedisch), Co-Autor V. Oravsky.
- 2007 – The Rocky Horror Prostata Show, (dänisch, schwedisch), Co-Autor V. Oravsky.
- 2007 – Astri mi! Pjäsen (Astri-mi! The Play) (englisch, dänisch, schwedisch), Co-Author V. Oravsky.